# Miguel de Euceta

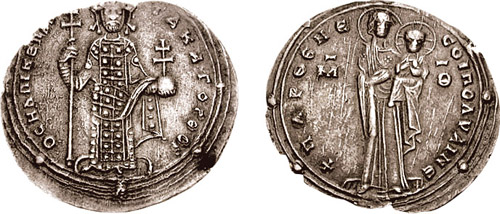
Miliarésio de r.

Miguel (em grego medieval: Μιχαήλ; romaniz.: Michaél) foi um bispo bizantino do século X.

## Vida
Entre 996 e 1003, recebeu epístola de Leão de Sínada, aparentemente por ocasião de sua ordenação episcopal à sé de Euceta, na qual sucedeu Simeão. Nela Leão agradece uma carta educada e respeitosa que seu colega enviou-o e convida-o para uma visita em Sínada e reunião pessoal. É possível que seja o Miguel que, segundo João Escilitzes, tornou-se sincelo após 1028, sob o imperador Romano III (r. 1028–1034), e participou no sínodo do patriarca Aleixo Estudita (r. 1025–1043), cuja decisão sinódica foi elaborada por Aleixo em maio de 1030 e dois anos depois, em abril, as decisões do sínodo foram confirmadas. Caso essa associação seja certa, Miguel era membro da família Radeno e parente do metropolita Demétrio de Cízico.